# Симоненко Рем Георгійович
Симоненко Рем Георгійович ( •  28 червня 1928, м. Київ — пом. 10 серпня 2012, м. Київ) — український радянський та сучасний історик, дослідник історії міжнародних відносин, доктор історичних наук (1967), професор (1981), лауреат Державної премії УРСР в галузі науки і техніки (1984), заслужений діяч науки України (1988). 

## Біографія
Народився 28 червня 1928 р. у м. Києві.
1950 закінчив факультет міжнародних відносин Київського державного ун-ту.
З 1953 працював у Інституті історії АН УРСР (суч. Інститут історії України НАН України).

## Наукова діяльність
1950–53 — аспірант Інституту історії АН УРСР, 1953–57 — молодший науковий співробітник відділу загальної історії та міжнародних відносин, 1957–63 — старший науковий співробітник відділу загальної історії і міжнародних відносин, 1963–69 — старший науковий співробітник відділу нової та новітньої історії зарубіжних країн, 1969–1994 — завідувач відділу історії дружби народів, 1994–2006 — головний науковий співробітник відділу української історіографії Ін-ту історії України НАН України.
Професор (1981).
У 2012 році був нагороджений російською медаллю Пушкіна.

## Наукові інтереси та досягнення
Кандидатська дисертація на тему «Інтервенціоністська політика американського імперіалізму в Україні в період підготовки і проведення Великої Жовтневої соціалістичної революції (квітень 1917—1918 рр.)» (захист відбувся у 1953, науковий керівник — канд. іст. наук О. К. Касименко).
Докторська дисертація — «Іноземна інтервенція в Україні та її провал (листопад 1918 – березень 1921 рр.)» (захист — 1967).
Автор понад 350 наукових праць, в тому числі 14 монографій.
Співавтор циклу робіт з історії зв'язків і співробітництва українського народу з російським, білоруським і молдовським народами, колективних монографій «Україна і зарубіжний світ» (К., 1970); «Історія України: Нове бачення» (Т. 2. – К., 1996; 2-е вид. – К., 2000), «Уряди України у ХХ столітті» (К., 2001), «Політична історія України ХХ ст.» (Т. 5. – К., 2003), навчального посібника «Історія України» (3 видання, 1997—2002).
Підготував понад 20 кандидатів і докторів наук.

## Основні праці та публікації
- Українсько-польські відносини та боротьба за єдність України. XIX — початок XX ст.: нариси. — К., 2007. (у співавт.).
- Про відповідність історичній дійсності деяких новітніх течій зображення Великої Вітчизняної війни 1941—1945 рр. // Сторінки воєнної історії України. – Вип. 9. – Ч. 1. – К., 2006.
- Прихід Гітлера до влади і наростання загрози німецької агресії проти України // Історія України. Маловідомі імена, події, факти. – Вип. 29. – К., 2005.
- Іван Павлович Лисяк-Рудницький // Історіографічні дослідження в Україні. – Вип. 15. – К., 2005.
- Про геополітичний фактор в історії України // УІЖ. – 2002. – № 3, 6.
- ПЕРЕЧИТУЮЧИ ЩОДЕННИКИ // Дзеркало тижня. — № 10, 08 березня 2001.
- Нариси історії виконавчої влади в Україні, 1917 – квітень 1918 р. – К., 2000.
- Национально-культурная автономия на Украине в 1917—1918 гг. – М., 1997.
- Кирило-Мефодіївське…? Украйно-Слов'янське…? – К., 1996.
- Українсько-російські переговори в Москві (січень – лютий 1919 р.): 3б. документів. – К., 1996 (у співавт.).
- Міжнародне становлення України. Пошуки і проблеми. Цикл статей. – К., 1995, 1996.
- Сестри великої перемоги. Кримська (Ялтинська) й Берлінська (Потсдамська) конференції та Україна. – К., 1995.
- До концепції багатотомної «Історії українського народу» (Міжнаціональні і міжнародні аспекти). – К., 1993.
- Вічноживі гілки України: Північна Буковина і Південна Бессарабія. – К., 1992.
- Американские летчики на Украине. – М., 1992.
- Революция и народы России: Полемика с западными историками. – М., 1989 (у збірнику наукових статей).
- Брест: Двобій війни й миру. – К., 1988.
- Рабочий класс в развитии дружбы народов СССР. – К., 1988 (отв. ред.).
- Первый антисоветский сговор империалистов. – М., 1987.
- Генуэзская конференция, советская Россия и английская дипломатия. – М., 1982.
- Великое содружество народов-братьев. – К., 1982 (у співавт.).
- Буржуазний націоналізм – знаряддя ворогів соціального прогресу і міжнародної розрядки. – К., 1979 (відпов. ред.).
- Государственная политика и обострение национальных отношений в странах капитала. – К., 1979 (у співавт.).
- Історичні зв'язки слов'янських народів. – К., 1968 (у співавт.).
- Провал політики міжнародного імперіалізму на Україні (II пол. 1919 – березень 1921 рр.). – К., 1965.
- Українська РСР у боротьбі проти імперіалістичної агресії (1919—1920). – К., 1963.
- Імперіалістична політика Антанти і США щодо України в 1919 році (Паризька мирна конференція і антирадянська інтервенція на Україні). – К., 1962.
- Проти сучасних зарубіжних фальсифікацій історії України. – К., 1960.
- Імперіалістична політика США щодо України у 1917—1918 рр. – К., 1957.
- Вплив Великої Жовтневої соціалістичної революції на розвиток революційного руху в країнах Америки. – К., 1957.